# Totem leśnych ludzi
Totem leśnych ludzi – czwarty solowy album rapera DonGURALesko. Ukazał się 11 czerwca 2010 nakładem wytwórni Szpadyzor Records. Płytę promował singel "Palę majki", do którego zrealizowano teledysk. Nagrania dotarły do 1. miejsca zestawienia OLiS. Płytę wyprodukowali Tasty Beatz, DJ Story, Donatan i Matheo.
Pochodzący z albumu utwór pt. "Zanim powstał totem" znalazł się na liście "120 najważniejszych polskich utworów hip-hopowych" według serwisu T-Mobile Music.

## Lista utworów
Opracowano na podstawie źródła.
Album
1. "Daleko" (produkcja: Matheo) - 0:39
2. "Zanim powstał totem" (produkcja: Matheo) - 3:53
3. "Giovanni dziadzia" (produkcja: Matheo, scratche: DJ Kostek) - 3:25
4. "Betonowe lasy mokną" (produkcja: Matheo, scratche: DJ Kostek) - 3:19
5. "Dzieci kosmosu" (produkcja: Matheo, scratche: DJ Hen) - 2:57
6. "Goryl" (produkcja: Matheo, gościnnie: Waldemar Kasta, Miodu, Grubson) - 4:14
7. "To o tym jest między innymi" (produkcja: Donatan, scratche: DJ Hen) - 3:46
8. "Mówią tam na blokach" (produkcja: Donatan, scratche: DJ Hen) - 4:18
9. "Palę majki" (produkcja: Matheo) - 3:40
10. "Tańczymy walczyk" (produkcja: Matheo, scratche: DJ Kostek) - 4:12
11. "Braga 30" (produkcja: Matheo, scratche: DJ Kostek) - 4:04
12. "Migają lampy" (produkcja: Tasty Beatz, scratche: DJ Hen) - 2:40
13. "R.A.P." (produkcja: Matheo, scratche: DJ Soina) - 3:58
14. "Zdarzyło się wczoraj" (produkcja: DJ Story) - 3:43
15. "Złoty róg" (produkcja: Matheo, scratche: DJ Kostek) - 4:30
16. "Władca much" (produkcja: Matheo) - 5:34

Singel
| Palę majki |
| --- |
| 1. "Palę majki" (Wersja Audio) - 3:31 2. "Palę majki" (Instrumental) - 3:30 3. "Palę majki" (Accapela) - 3:25 4. "Palę majki" (teledysk, realizacja: Grupa 13) - 3:31 |